# Combremont-le-Petit
Combremont-le-Petit est une localité et une ancienne commune suisse du canton de Vaud, située dans le district de la Broye-Vully. Depuis 2011, elle fait partie de la nouvelle commune Valbroye.

## Géographie
Combremont-le-Petit se situe entre la vallée de la Broye et le lac de Neuchâtel, à 660 mètres d'altitude. Il a une superficie de 5,73 kilomètres carrés en 2009. De cette superficie, 72,4 % (4,15 km2) est utilisé à des fins agricoles, tandis que 22,9 % (1,31 km2) est boisé. Le reste du territoire, 4,9 % (0,28 km2) sont les infrastructures du village (bâtiments, routes etc.). Les logements et les bâtiments représentaient 2,1 % de la superficie bâtie, et les infrastructures de transport, 2,4 %. Sur les terres boisées, 20,9 % de la superficie totale est fortement boisée et 1,9 % est couverte de vergers ou de petits groupes d'arbres. Sur les terres agricoles, 60,0 % sont utilisés pour les cultures et 11,2 % sont des pâturages, tandis que 1,2 % sont utilisés pour les vergers ou les cultures de vigne. La municipalité faisait partie du district de Payerne jusqu'à sa dissolution le 31 août 2006, et Combremont-le-Petit fait partie du nouveau district de la Broye-Vully.

## Population

### Surnoms
Les habitants de la localité sont surnommés les Loups, les Modzons et lè Vilè, soit les petits veaux en patois vaudois.

### Démographie
Combremont-le-Petit compte 27 feux entre 1406 et 1436 puis 247 habitants en 1764, 341 en 1798, 445 en 1850, 399 en 1900, 329 en 1950, 272 en 1970 et 368 en 2000.

## Histoire
En 911 on trouve pour la première fois la mention du village sous le nom de Combramo, une  chapelle dédiée à la Saint Vierge s’y trouvait. C'est à partir de 1142 que l'on voit son nom orthographié Combremont. Au XIVe siècle, cette propriété était sous la seigneurie d'Arthaud d'Estavayer qu'il légua en 1337 au couvent d'Estavayer. En 1449, la seigneurie de Combremont-le-Petit dépendait des comtes de Savoie, comme l'indique un acte d'inféodation en faveur de Humbert et Guy Cerjat. De 1536 à 1798, le village fit partie du bailliage de Moudon. En 1553, la seigneurie passa aux Mestral, seigneurs de Combremont-le-Grand. Elle leur fut confisquée en 1630 par Berne à la suite d'un procès en sorcellerie dont la procédure fut jugée incorrecte. Combremont-le-Petit fit partie du district de Moudon de 1798 à 1803 puis de celui de Payerne jusqu'en 2006.
L'église, construite en 1870, a toujours été l'annexe de Combremont-le-Grand. De 1697 à 1837, les astrologues Aigroz, d'origine française, ont publié quelque 140 almanachs. La maison de commune fut érigée en 1820, l'école bâtie en 1838, une banque régionale, le Crédit mutuel, ouverte en 1908. Le village est desservi par un service de cars postaux depuis 1927. C'est un village agricole avec quelques entreprises locales. Une zone de villas est construite dès 1979.
Lors des référendums du 15 juin 2010, les communes de Cerniaz, Combremont-le-Grand, Combremont-le-Petit, Granges-près-Marnand, Marnand, Sassel, Seigneux et Villars-Bramard ont validé une fusion pour former une nouvelle commune Valbroye qui a vu le jour le 1er juillet 2011.

## Armoiries
| Blason de Combremont-le-Petit | Blason  | D'azur au rencontre de cerf d'or surmonté d'une étoile à six raies d'argent. |
| Blason de Combremont-le-Petit | Détails |                                                                              |

## Personnalités liées à Combremont-le-Petit
- Jacob Bettex (1733-1807), pionnier du Québec au XVIIIe siècle, il est l'ancêtre de tous les Bettez du Québec. Le patronyme s'écrit avec un Z au Québec. Fils de Antoine-Jacob Bettex dit Perroud et Marie-Esther Tapis, qui se sont mariés à Combremont-le-Grand le 31 décembre 1732. Jacob est né le 9 août 1733 à Combremont-le-Petit[n 1]. Le Vaudois émigre à Baie-Saint-Paul vers 1760 où il sera marchand. Vers 1762, il épouse Catherine Lambert (1737-1766). Deux enfants naissent de cette union. Devenu veuf, Jacob épouse avant 1768 Geneviève Laparre (1754-1799) et le couple aura 19 enfants, dont 12 se marieront. En 1798, la famille s'établit à Yamachiche où le Combremontois sera aubergiste. Jacob décède le 21 septembre 1807 à Yamachiche. Il est inhumé le 23 septembre 1807 au cimetière protestant de Trois-Rivières ; il ne s'est jamais converti au catholicisme durant sa vie.

- André Bettex né le 7 février 1909 à Combremont-le-Petit, est un pasteur connu pour avoir participé à la protection de Juifs contre le nazisme. Il est reconnu « Juste parmi les nations » en 1988 par l'Institut Yad Vashem.

- Mireille Darc, actrice, a des origines dans la commune, elle y vit durant son enfance entre 1940 à 1945.

## Monuments
Le village de Combremont-le-Petit est inscrit comme site ISOS.